# 萊利·蓋恩斯
萊利·瑪麗·蓋恩斯·巴克（本姓蓋恩斯（Gaines），2000年4月21日—）是美國保守派政治活動者，前女子競技游泳運動員，因反對跨性別女性參加女子體育賽事而廣為人知。她曾12次獲選為國家大學體育協會全美代表隊成員，畢業前效力於肯塔基大學野貓隊，並在東南聯盟賽事中出戰。畢業後，她將重心轉向政治倡議工作。
自2023年開始，她主持每週播出的《OutKick》及《霍士國家網》合作的播客節目《Gaines for Girls》。

## 生平
蓋恩斯在田納西州納什維爾出生並長大。她的父母都是運動員，父親布拉德·蓋恩斯曾效力范德堡大學美式足球隊，母親特麗莎·蓋恩斯則曾於唐納森基督教學院和奧斯汀佩伊州立大學擔任壘球選手。蓋恩斯就讀田納西州加拉廷的車站營高中。2017年，她在高三時於諾克斯維爾舉行的TISCA高中游泳及跳水錦標賽中，贏得100碼蝶泳及100碼自由泳冠軍。她亦曾受邀參加2016年美國奧運選拔賽，最終以第85名作收，未能晉級。
蓋恩斯是一名基督徒，她曾表示，自己的信仰深深影響她的倡議行動。
2022 年，她與肯塔基大學游泳選手路易斯·巴克結婚，兩人交往三年後步入婚姻。
2023年6月2日，蓋恩斯表態支持共和黨人羅恩·德桑蒂斯參選2024年美國總統選舉；在當勞·特朗普遇刺未遂後，她又改為支持特朗普參選。2024年11月18日，她在Twitter發文透露，自己已投票支持特朗普。
她於2022年自肯塔基大學畢業，主修健康科學，原本計劃成為牙醫。

## 事蹟

### 大學運動生涯
蓋恩斯在2019年加入肯塔基大學游泳隊，當年獲選為全東南聯盟新秀隊，並於2019及2020年入選全東南聯盟第二隊。2021年，她參加國家大學體育協會女子游泳及跳水錦標賽，在200碼自由泳項目中獲得第七名，並在4×200碼自由泳接力賽中奪得銀牌，同年亦獲選為全東南聯盟第一隊。她在2022年更被評為東南聯盟女子游泳及跳水年度學術運動員。
她在全國賽事的最佳個人成績，是2022年3月國家大學體育協會一級錦標賽200泳自由式決賽的第5名。2022年從大學畢業後，她並沒有選擇繼續從事職業運動員生涯。
2022年3月，蓋恩斯在肯塔基大學代表出戰國家大學體育協會200碼自由泳決賽（這亦是她最後一場比賽），與賓夕凡尼亞大學的莉亞·托馬斯並列第5名。托馬斯隨後在同一錦標賽的500碼自由泳項目奪冠，成為國家大學體育協會女子組史上首位公開跨性別女性冠軍。賽後，托馬斯拿着第5名的獎盃，蓋恩斯則只能先拿到第6名的獎盃，並需等待另外一個第5名獎盃郵寄到手。她其後接受《The Daily Wire》訪問時表示：「我完全支持她，也支持她的轉變和她的游泳生涯……因為毫無疑問，她也是非常努力，只是她遵守了國家大學體育協會訂下的規則，這正正就是問題所在。」
2023年，蓋恩斯表示，托馬斯在仍保有「男性生殖器」的情況下，曾與她共用更衣室。這件事促使她開始積極參與倡議行動。

### 倡議行動
蓋恩斯長期反對跨性別女性參加女子組別運動賽事，2022年4月，她曾遊說所屬州份的議員，推動立法全面禁止跨性別女性參加女子體育比賽。
2022年9月，蓋恩斯透過拍攝一段電視廣告，支持美國共和黨參議員蘭德·保羅的競選，並在廣告中批評跨性別女性參加女子運動。
到2023年1月，蓋恩斯曾參與國家大學體育協會年會期間的小型示威，亦曾為共和黨前參議員候選人赫歇爾·沃克拍攝競選宣傳片，並在當勞·特朗普的造勢集會中發表講話。
2023年3月，蓋恩斯獲邀在德克薩斯州參議院一個委員會發言，支持禁止跨性別大專運動員參加與其性別認同一致的賽事組別的立法。
2023年4月，蓋恩斯到訪三藩市州立大學，出席保守派政治組織美國轉折點學生分會舉辦的活動，公開談論她對跨性別運動員參加女子賽事的反對立場，她更形容這是一場「屬靈爭戰」。活動結束後，有示威者到場抗議。蓋恩斯在執法人員護送下撤到一間課室內，期間逗留了三小時，外面仍有抗議者持續示威。事後，蓋恩斯表示當時曾被一名人士打中兩次。

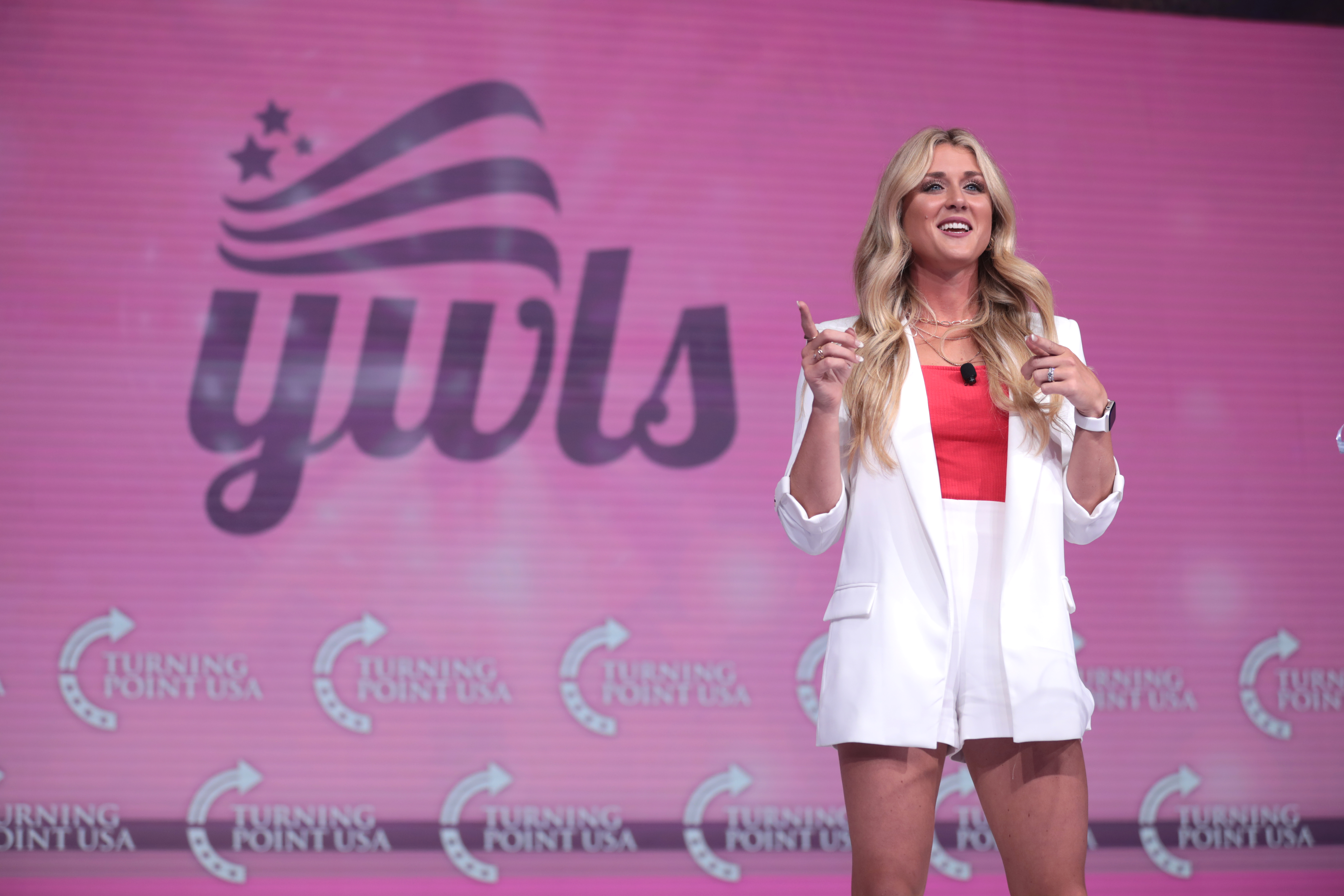
蓋恩斯在2023年青年女性領導力大會上發表講話

2023年6月21日，蓋恩斯以證人身份出席美國參議院司法委員會聽證會，討論保障LGBT群體的公民權利。根據C-SPAN報道，她分享與跨性別游泳選手莉亞·托馬斯同場比賽及共用更衣室的親身經歷。
2023年8月，蓋恩斯陪同奧克拉荷馬州州長凱文·斯蒂特簽署行政命令，當時她以「獨立女性之聲」代表身份出席，該組織撰寫奧克拉荷馬州相關法案的範本。這項行政命令包含多項內容，包括禁止跨性別女性及女孩使用女性專用的洗手間和更衣室、指示州機構以出生時指定性別來定義「男性」和「女性」，並重新界定相關性別詞彙。
2023年11月，蓋恩斯證實曾與世界國際象棋聯合會合作，防止跨性別女性參加女子國際象棋賽，引來PinkNews批評，指她聲稱跨性別女性在棋賽中具優勢。同月，她亦在俄亥俄州參議院政府監督委員會作證，談及與托馬斯比賽的經驗，並倡議在俄亥俄州禁止跨性別女性參加女子賽事。州眾議院其後通過第68號法案，禁止跨性別運動員參加女子體育賽事，並禁止醫生向跨性別青少年提供肯認性別的醫療服務。
2024年3月，蓋恩斯與15名女性大學生運動員一起對國家大學體育協會提告，反對跨性別運動員參加女子賽事。
2024年8月，蓋恩斯宣佈在維珍尼亞州阿靈頓縣的領袖學院成立「萊利·蓋恩斯中心」。

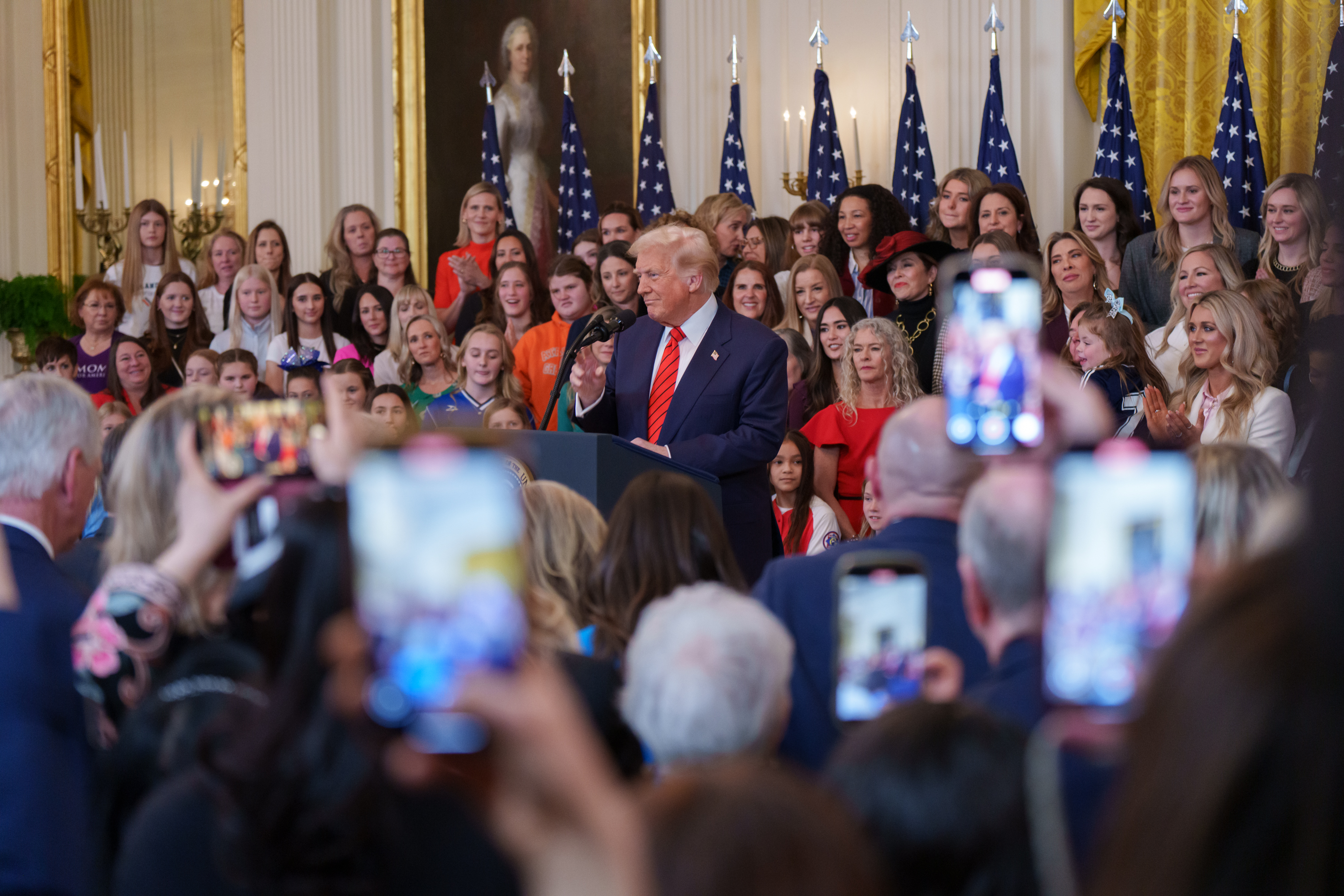
2025年2月，蓋恩斯現身白宮特朗普演說現場，當時她站在畫面最右方。

2025年2月，美國衛生及公共服務部推出新網頁，發佈有關「女性健康」的新指引，其中包含多段蓋恩斯出鏡的影片，介紹她協助特朗普行政命令的角色。該命令威脅撤回任何允許跨性別女孩參加女子體育隊伍的中小學及大專院校的聯邦資助。

## 榮譽
- 2022年年度東南聯盟女子游泳及跳水學術運動員獎[24]
- 2022年阿爾傑農·悉尼·沙利文獎[56]

## 參與文獻
1. ↑   (PDF). USA Swimming: 9.   [2023-12-13] （英语）.
2. ↑  Keith, Braden. . SwimSwam. 2022-10-13  [2023-09-27] （英语）.
3. ↑  Gaines, Riley [@rileygbarker]. . 2024-04-21  [2024-04-22] –Instagram （英语）.
4. 1 2 3  Goldenstein, Taylor. . Houston Chronicle. 2023-03-14  [2023-06-09] （英语）.
5. 1 2  Ring, Trudy. . The Advocate. 2023-06-22  [2023-06-25] （英语）.
6. ↑  Bird, Darrel. . 24/7 Sports. 2021-03-05  [2023-04-08]. （原始内容存档于2021-03-05） （英语）.
7. 1 2  . UK Athletics. 2018-08-28  [2024-10-19] （美国英语）.
8. ↑  Ahmad Austin Jr. . Mediaite. 2023-07-10  [2024-04-19] （英语）.
9. ↑  Heather Hamilton. . Washington Examiner. 2023-07-10  [2024-04-19] （英语）.
10. ↑  . Business Wire. 2023-07-31  [2024-04-19] （英语）.
11. ↑  Gaines, Riley [@Riley_Gaines].  (推文). 2023-07-20  [2024-04-22] –Twitter （英语）.
12. ↑  Organ, Mike. . The Tennessean. 2016-03-27  [2023-04-08]. （原始内容存档于2023-09-03） （英语）.
13. ↑  Brooks, Chris. . The Tennessean. 2016-07-03: M.9  [2025-05-11]. （原始内容存档于2025-05-11） （英语）.
14. ↑  Michael, Murphy. . The Tennessean. 2017-02-13  [2025-05-11]. （原始内容存档于2025-05-11） （英语）.，也以印刷版形式出版於. The Tennessean. 2017-02-22: M.4. ISSN 1053-6590 （英语）. ProQuest 1870507109
15. ↑  Brooks, Chris. . The Tennessean.   [2025-05-29] （美国英语）.
16. ↑  Alcindor, Nicole; Reporter, C. P. . The Christian Post. 2023-07-18  [2023-12-15] （美国英语）.
17. ↑  Hahn, Nicole. . Today’s Catholic. 2024-02-24  [2024-08-19] （美国英语）.
18. ↑  Kandangwa, Sunmina. . South China Morning Post. 2024-11-08  [2025-05-09] （英语）.
19. ↑  . National Review. 2023-06-03  [2023-06-21] （美国英语）.
20. ↑  Amani, Marie. . Sportskeeda. 2024-07-14  [2024-08-07] （英语）.
21. ↑  @Riley_Gaines_.  (推文). 2024-07-12  [2025-07-16] –Twitter （英语）.
22. ↑  . Your Sports Edge 2021. 2022-10-04  [2024-10-19] （美国英语）.
23. ↑  . SwimSwam. 2022-02-18  [2023-04-08]. （原始内容存档于2022-12-10） （美国英语）.
24. 1 2  . The Sports Ledger.   [2023-04-08]. （原始内容存档于2022-09-29） （英语）.
25. ↑  Vaught, Larry. . Your Sports Edge. 2021-02-14  [2023-04-08]. （原始内容存档于2023-04-08） （美国英语）.
26. ↑  Vaught, Larry. . The State Journal. 2021-02-11  [2023-04-08]. （原始内容存档于2023-04-08） （英语）.
27. ↑  Barnes, Katie. . ESPN. 2022-03-17  [2022-03-18]. （原始内容存档于2022-03-18） （英语）.
28. ↑  . Your Sports Edge. 2022-04-01  [2025-07-16] （英语）.
29. ↑  . Swimming World. 2022-03-24  [2025-05-09] （英语）.
30. ↑  Pharis, Tristan. . KY Insider. 2022-04-11  [2025-05-09] （英语）.
31. ↑  Schultz, Ken. . OutSports. 2024-01-12  [2025-05-09] （英语）.
32. ↑  Zengerle, Jason. . The New York Times Magazine. 2025-04-20  [2025-05-09]. （原始内容存档于2025-04-29） （英语）.
33. ↑  McCarthy, Claudine. . College Athletics and the Law. 2023, 20 (2)  [2025-05-09]. doi:10.1002/catl.31167 （英语）.
34. 1 2 3 4  Regimbal, Alec. . SFGATE. 2023-04-07  [2023-04-08]. （原始内容存档于2023-04-07） （英语）.
35. ↑  Linder, Brian. . PENN Live. 2022-04-04  [2023-04-08]. （原始内容存档于2022-04-06） （英语）.
36. ↑  McClanahan, Gil. . WHCS FOX 11 Eyewitness News. 2022-04-13  [2023-04-08]. （原始内容存档于2023-04-04） （英语）.
37. 1 2  Chen, Natasha; Mossburg, Cheri. . CNN. 2023-04-07  [2023-04-08]. （原始内容存档于2023-04-08） （英语）.
38. ↑  Watkins, Morgan. . Courier Journal. 2022-10-29  [2023-04-08]. （原始内容存档于2023-04-08） （英语）.
39. ↑  Foster, Matt. . CNN. 2023-01-13  [2023-04-09]. （原始内容存档于2023-03-16） （英语）.
40. 1 2 3  Hernandez, Adriana. . Golden Gate Xpress. 2023-04-07  [2023-04-08]. （原始内容存档于2023-04-08） （英语）.
41. ↑  Ross, Alexandra. . The Pitt News. 2023-03-28  [2023-04-08]. （原始内容存档于2023-04-05） （英语）.
42. ↑  . C-SPAN.org. 2023-06-21  [2023-06-25] （英语）.
43. 1 2  Murphy, Sean. . AP News. 2023-08-01  [2023-08-03] （英语）.
44. 1 2  France, Hannah; Korth, Robby. . KOSU/NPR. 2023-08-01  [2023-08-03] （英语）.
45. ↑  Kemp, Adam. . PBS NewsHour. 2023-08-16  [2024-01-26] （美国英语）.
46. ↑  Demirhan, Ansev. . Ms. Magazine. 2024-05-15  [2025-07-16] （英语）.
47. ↑  Stitt, Kevin.  (PDF). Oklahoma Secretary of State. 2023-08-01  [2023-08-03] （英语）.
48. ↑  Migdon, Brooke. . The Hill. 2023-08-02  [2023-08-04] （英语）.
49. ↑  Billson, Chantelle. . PinkNews. 2023-11-29  [2023-12-18] （英语）.
50. ↑  Henry, Megan. . Ohio Capital Journal. 2023-11-29  [2024-08-09] （英语）.
51. ↑  Lawton, Matt. . The Times. 2024-03-14  [2024-03-14] （英语）.
52. ↑  Rumsby, Ben. . The Telegraph. 2024-03-14  [2024-03-15] （英语）.
53. ↑  .   [2025-07-16] （英语）.
54. ↑  . 2023-08-09  [2025-07-16] （英语）.
55. ↑  .   [2025-07-16] （英语）.
56. ↑  . UK Athletics. 2022-04-21  [2025-07-16] （美国英语）.

## 外部鏈接
- 官方網站
- 萊利·蓋恩斯在SwimRankings.net（英语）
- 肯塔基大學體育簡介
- 萊利·蓋恩斯在互联网电影资料库（IMDb）上的資料（英文）